# Michael Stoeber

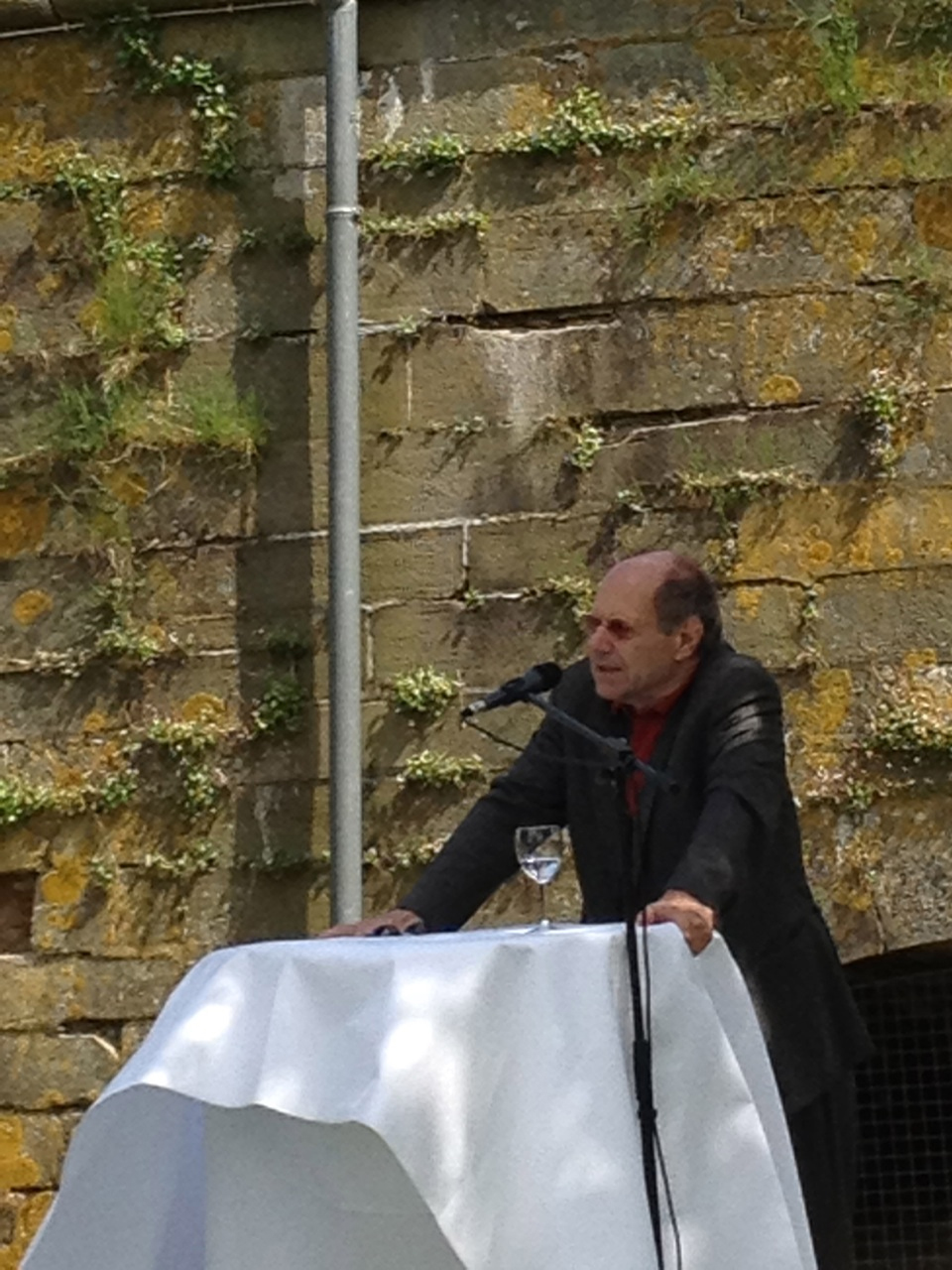
Michael Stoeber auf der Vernissage Timm Ulrichs 2012 – Wilhelmstein

Michael Stoeber (* 1943 in Stendal) ist deutscher Kunsthistoriker, Kunstkritiker und Kurator. Er lebt in Hannover.

## Leben
Michael Stoeber studierte Literaturwissenschaft, Philosophie und Kunstgeschichte in Göttingen, Nizza und Hannover.
In den achtziger Jahren begann er für die tageszeitung und als Radioautor für den NDR zu schreiben.
Heute schreibt Stoeber regelmäßig für das KUNSTFORUM International, die „artist“ und die Hannoversche Allgemeine Zeitung. Er ist Verfasser von Katalogtexten, Büchern und Buchbeiträgen zur zeitgenössischen Kunst und Fotografie.
Außerdem liest Stoeber seit einigen Jahren öffentlich literarische und philosophische Texte, allein oder zusammen mit dem Schauspieler und Regisseur Andreas Schulz und der Konzertmusikerin Benedikta Bonitz.

## Publikationen
- Vollrad Kutscher. Kestnergesellschaft, Hannover 1998 (Mitautor)
- Kunst im Haus. Bielefeld 1999, ISBN 3-924639-70-1.
- James Lee Byars. Kestnergesellschaft, Hannover 1999 (Mitautor)
- Jaume Plensa. Love Sounds. Kestnergesellschaft, Hannover 1999 (Mitautor)
- Ricardo Saro. Monografie. Hannover 2000, ISBN 3-88746-406-0.
- Olav Christopher Jenssen. The Empty Drawing Room. Göttingen 2000, ISBN 3-9805882-8-9 (Mitautor)
- Sammlung Leopold. Kestnergesellschaft, Hannover 2000, ISBN 3-88746-426-5 (Mitautor)
- Voyage. Jobst Tilmann – Malerei. Robert Schad – Skulptur. Kunstverein Münsterland 2002, ISBN 3-89422-122-4.
- Matthias Hoch – Begrenzte Übersicht. Ravensburg 2002, ISBN 3-9807331-5-7.
- Olav Christopher Jenssen. Moderation. Oslo 2002, ISBN 91-89477-10-3.
- Thomas Ruff, Machines. Ostfildern 2003, ISBN 3-7757-1423-5 (Mitautor)
- Tr_ka, Weston. Newton, Zürich 2003, ISBN 3-931141-87-X (Mitautor)
- Birgit Hein, Monografie. Hannover 2004, ISBN 3-00-014679-2.
- James Ensor. Marta Herford, 2004 (Mitautor)
- Jörg Immendorff. Kestnergesellschaft, Hannover 2004 (Mitautor)
- Die ersten zehn Jahre. Kunstmuseum Wolfsburg, 2004, ISBN 3-9804827-4-X (Mitautor)
- Ursula Neugebauer. Aus der Haut gefahren. Grafschaft Bentheim, 2005, ISBN 3-937390-69-3 (Mitautor)
- Night Sites. Hannover 2005, ISBN 3-937014-26-1 (Mitautor)
- Mariusz Tarkawian – Time and Art: Ausstellungskatalog Kaiserring-Stipendium 2009. Goslar 2009, ISBN 978-3-9813165-1-3.
- Jonathan Meese & Herbert Volkmann. Goslar 2009, ISBN 978-3-9813165-0-6 (Mitautor)
- Thomas Ruff. Mailand 2009, ISBN 978-88-572-0186-3 (Mitautor)
- Timm Ulrichs. Betreten der Ausstellung verboten. Ostfildern 2011, ISBN 978-3-7757-7294-5 (Mitautor)
- Dominik Halmer: Malerei. Essen 2012, ISBN 978-3-89355-993-0.
- Lieblingsfarben der Niedersachsen. Köln 2012, ISBN 978-3-86832-103-6.
- Christiane Feser. Latente Konstrukte. Berlin 2012, ISBN 978-3-942405-99-7 (Mitautor)
- Timm Ulrichs. Im Glashaus. Meerkunstraum, Hannover 2012
- Frank Rosenthal. Monografie, 2013.
- Enfants Terribles – Über das Werk von/On the Oeuvre of Nana Bastrup and Matvey Slavin. Hamburg 2014, ISBN 978-3-00-047552-8
- 3 Jahre Enfants Terribles – Nana Bastrup & Matvey Slavin. Künstlerhaus Meinersen, Meinersen 2015, ISBN 978-3-00-049034-7 (Mitautor)